# Alkyl polyglycoside

Cấu trúc hóa học chung của một alkyl polyglucoside, một dạng phổ biến của alkyl polyglycoside.

Alkyl Polyglycosides (APGs) là một nhóm các chất hoạt động bề mặt không ion được sử dụng rộng rãi trong nhiều ứng dụng gia đình và công nghiệp. Chúng có nguồn gốc từ đường, thường là dẫn xuất của glucose, và rượu béo. Nguyên liệu thô cho sản xuất công nghiệp thường là tinh bột và chất béo, và các sản phẩm cuối cùng thường là các hỗn hợp hợp chất phức tạp với các loại đường khác nhau bao gồm các phần cuối ưa nước và các nhóm alkyl có độ dài thay đổi. Khi có nguồn gốc từ glucose, chúng được gọi là alkyl polyglucosides.

## Ứng dụng
APG được sử dụng để tăng cường sự hình thành các chất bọt trong các chất tẩy rửa dùng cho rửa chén và các loại vải mềm. Ngoài các tính chất tạo bọt thuận lợi của chúng, chúng còn hấp dẫn bởi vì chúng có khả năng phân huỷ sinh học.

## Điều chế
Alkyl glycosides được tạo ra bằng cách kết hợp một đường như glucose với một cồn béo trong sự tham gia của chất xúc tác axit ở nhiệt độ cao.